# Minnesota Rokkr
Pour ligue compétitive, voir Call of Duty League.
Minnesota Rokkr (ou stylisé en Minnesota RØKKR) est une équipe d'esports professionnelle américaine de la Call of Duty League (CDL) basée à Minneapolis-Saint Paul, Minnesota.
RØKKR appartient à G2 Esports, une organisation européenne d'e-sport, qui a fusionné avec Version1 (détenue par WISE Ventures, un fonds d'investissement privé appartenant à la famille Wilf, les propriétaires des Vikings du Minnesota, avec Gary Vaynerchuk), en décembre 2023,.

## Histoire
Le 1er juillet 2019, Minnesota est annoncé comme l'une des douze villes possédant une place dans la CDL. Le 29 octobre 2019, Minnesota annonce sa marque, sous le nom de Minnesota ROKKR ; Brett Diamond, COO de WISE Ventures, explique qu'ils ont optaient pour un thème de mythologie nordique. En vieux dialecte nordique, røkkr se traduit par crépuscule et peut également être lié à Ragnarök.
Au cours de la saison inaugurale 2020 de la Call of Duty League, l'équipe ne remportent aucun tournois Home Series, ce qui lui vaut une 8e place au terme de la saison régulière. Lors des playoffs, l'équipe  termine 9e/10e après une défaite contre les New York Subliners au premier tour du Winners Bracket, suivie d'une défaite contre OpTic Gaming Los Angeles au deuxième tour du Losers Bracket.
En septembre 2020, Minnesota RØKKR est rejoint par Preston  « Priestahh » Greiner, Michael « MajorManiak » Szymaniak, Dillon « Attach » Price et Lamar « Accuracy » Abedi.
Le 1er août 2021, Minnesota RØKKR remporte son premier major de l'histoire de la franchise après avoir été mené 0-4 contre les Toronto Ultra lors de la finale.
En septembre 2021, Minnesota RØKKR révèle que Priestahh, MajorManiak, Attach et Eli « Standy » Bentz reviendraient dans l'effectif pour la saison 2022 de la CDL.
Le 25 août 2022, Minnesota RØKKR annonce Benjamin « Bance »  Bance , Marcus « Afro »  Reid, Attach et Cameron « Cammy »  McKilligan comme joueurs de départ pour la saison 2023 de la CDL.
Le 5 décembre 2023, G2 Esports, qui avait déployé pour la dernière fois une équipe Call of Duty lors de la saison Black Ops 4, avait fusionné avec Version1, qui appartenait également à WISE Ventures. G2 acquérant ainsi les droits d'exploitation du Minnesota RØKKR. En conséquence, Version1 n'alignerait aucune équipe dans aucune scène esport dans un avenir proche. Accuracy, Thomas « Lynz » Gregorio, Joseph « Owakening » Conley et Reece « Vivid » Drost composeront le roster 2024 des Minnesota RØKKR.

## Roster actuel
| Nat. | Pseudo  | Nom              | Rôle   | Date d'entrée   |
| ---- | ------- | ---------------- | ------ | --------------- |
|      | Estreal | Justice McMillan | Joueur | 6 novembre 2024 |
|      | Gio     | Giovanni Webster | Joueur | 6 novembre 2024 |
|      | Estreal | Dylan Koch       | Joueur | 6 novembre 2024 |
|      | Nero    | Justice McMillan | Joueur | 6 novembre 2024 |

|  | Loony      | Daniel Loza       | coach principal            | 1 septembre 2023 |
|  | Alexdotzip | Alexander Purpora | coach assistant            | 1 novembre 2023  |
|  | REPPIN     | Jake Trobaugh     | Analyste & coach assistant | 24 octobre 2019  |

## Palmarès et résultats

### Aperçu des saisons
| Saison | Saison régulière | Saison régulière | Saison régulière | Saison régulière | Saison régulière | Saison régulière | Saison régulière | Rang final | Playoffs                                                                |
| Saison | J                | MG               | MP               | %MG              | GW               | GL               | GW%              | Rang final | Playoffs                                                                |
| ------ | ---------------- | ---------------- | ---------------- | ---------------- | ---------------- | ---------------- | ---------------- | ---------- | ----------------------------------------------------------------------- |
| 2020   | 28               | 12               | 16               | 42,9%            | 50               | 62               | 44,6%            | 8e         | 9–10e, perdu au deuxième tour des loser bracket, 0–3 (face à OGLA)      |
| 2021   | 36               | 19               | 17               | 52,8%            | 72               | 73               | 49,7%            | 6e         | 7–8e, perdu au premier tour des loser brackets, 0–3 (face à LA Thieves) |
| 2022   | 28               | 14               | 14               | 50,0%            | 57               | 58               | 49,6%            | 11e        | Ne s'est pas qualifié                                                   |
| 2023   | 42               | 19               | 23               | 45,2%            | 76               | 86               | 46,9%            | 6e         | 7–8e, perdu au tour des loser brackets 1, 1–3 (face à Boston Breach)    |
| 2024   | 36               | 11               | 25               | 30,6%            | 56               | 90               | 38,4%            | 11e        | Ne s'est pas qualifié                                                   |
| 2025   | 39               | 15               | 24               | 28,5%            | 72               | 93               | 43,6%            | 9e         | Ne s'est pas qualifié                                                   |

### Victoires dans les principaux tournois
| Date       | Prix      | Événement                                | Liste                                       |
| ---------- | --------- | ---------------------------------------- | ------------------------------------------- |
| 01/08/2021 | 200 000 $ | Call of Duty League 2021 – Stage 5 Major | Attacher • Priestahh • MajorManiak • Standy |

### Réalisations individuelles

#### 2nd Team All-Star
2022 : Dillon « Attach » Price